# 元安橋
元安橋（もとやすばし）は、広島県広島市の元安川にかかる道路橋。

## 概要
元安川の名はこの橋の名称にちなんで付けられたと伝えられている。原爆ドームと広島平和記念公園を結ぶ橋の1つである。上流側に元安川と本川（旧太田川）の分流点と相生橋、下流側に平和大橋がある。
安土桃山時代に木橋として築造されたものを、1920年に鋼橋に永久橋化、1945年原爆被災の際、爆心地より約130mに位置し爆心地から最も近い橋であったが、落橋を免れた。その被災状況から、爆心地特定の手がかりとなった。戦後も長く使用されてきたが、1992年に架け替えられた。日本百名橋の1つ。
被爆当日に被爆者がこの橋付近で特に多く亡くなっており、毎年8月6日夜に犠牲者を弔う灯籠流しが行われている。

## 諸元
現橋
- 路線名 : 広島市道中1区218号線[1]
- 橋種 :  2径間連続鈑桁橋
- 橋長 : 56.4m[2]
- 幅員 : 16m[1]

旧橋
被爆当時の橋の諸元を示す。
- 橋種 : 3径間ゲルバー鈑桁[† 1]橋[3]
- 橋長 : 49.9m[2]
- 幅員 : 6.95m[2]

## 歴史

### 毛利氏による築造から藩政期まで
最初の架橋年度は不明であり、安土桃山時代に毛利輝元が広島城下を整備した時に架橋され、橋名を「元康橋」に名づけられたと伝えられている。橋名の由来は、輝元の叔父である毛利元康（末次元康）が架橋工事を指揮したため、あるいは元康の屋敷に続く通りに架けられたためとも言われる。
なお輝元は1589年（天正17年）3月から現地調査、1590年（天正18年）末に広島城ほぼ竣工、1591年（天正19年）1月8日に入城、1600年（慶長5年）長州藩に転封している。よってこの橋の架橋年度は1589年から1590年代初期と推定される。さらに元康は1592年（文禄元年）文禄・慶長の役に出陣していることから、もし元康が工事を指揮していたのなら1589年から1591年の間に架橋されたことになる。江戸時代に書かれた毛利氏時代の町割絵図の『芸州広島御分国八州之時御城下屋敷割并神社仏閣割共図』には輝元入城の1891年に架けられた猿猴橋と京橋とともに描かれていることから、その2橋と同時期に架橋された可能性がある。
いくつか小集落があったがほとんど何もない海辺だったこのあたりも、築城に伴い城下町が整備され、商工業者が集まり経済が活性化され、船着場が出来て盛んな交易が行われた。
毛利氏の後に入封した福島正則の藩政時代に、山陽道（西国街道）を城下に引き込みこの橋は西国街道筋の橋となった。
当時は防犯上の理由により橋の架橋は制限されており、この橋は元安川に唯一架けられた西国街道筋の橋となった。1644年（正保元年）ごろ作成の『正保城絵図』中の「安芸国広島城所絵図」（右参照）では「元安川」表記であることから、それより前の江戸時代初期には現在の橋名に改められていると考えられる。
江戸時代の治水状況から考えると数度落橋した可能性がある。例えば1796年（嘉永8年）、城下を襲った洪水では右岸側の中洲最上流部が決壊し中島町全域で床上浸水し、元安橋も落橋した記録が残っている。

### 近代から被爆前まで
明治時代に入って國道四號（現国道2号）筋の橋となり、戦後まで国道として利用された。大正初期時点で、長さ28間（約50.9m）、幅4間（約7.27m）。このあたりは広島を代表する繁華街として栄えたが、大正時代中期に入ると繁華街の中心が市の東部へ移りはじめたので、橋の周辺では往年の盛り場の雰囲気がなくなり、木造平屋の民家が広がる庶民的な街となった。
1919年（大正8年）、洪水の被害により木橋は落橋した。落橋の翌年である1920年（大正9年）、同位置に「元安川橋」として鋼ゲルバー鈑桁橋が架けられた。総工事費は当時のお金で80,666円。両岸の親柱上にしゃれた球形の飾り照明、その間には照明灯が設けられた。1915年（大正4年）広島県立商品陳列所（現在の原爆ドーム）建築や1921年（大正10年）元安橋東詰の本通りにスズラン灯が常設されるなどこの橋近辺は大正ロマンを醸しだしていた。
1926年（大正15年）、再び架け替えられた。これは1920年架橋のものと同デザイン・同サイズの橋であり、後の被爆時に存在した橋である。
1941年（昭和16年）太平洋戦争に入ると、金属類回収令により鋼製欄干などはすべて軍事供出され、親柱の上には石灯籠の点灯箱に、欄干も石に替えられた。なお主要幹線道路ということから、この橋にはガス管や水道管が添架されていた。

### 原爆による被爆
状況
1945年（昭和20年）8月6日、相生橋を目印として原子爆弾『リトルボーイ』が投下され、島病院上空を爆心地として炸裂した。元安橋はそこから約130mに位置し、爆心地からもっとも近い橋となったが、爆風に耐え落橋から免れた。
同時刻にこの付近にいた人間は、高熱線を浴び衝撃波によって吹き飛ばされ、多数が即死した。左岸側の大手町および右岸側の中島町は壊滅した。橋の周辺は火と煙が充満し壊滅状態で凄惨を極め、後には火熱から逃れ川まで避難してきた被爆者が力尽きて息絶えた死体が累々と横たわった。ちなみに当時、西詰の燃料会館（現在の広島市レストハウス）地下にいて、被爆直後における爆心地附近の状況を知るほとんど唯一の生き証人となった男性は、この橋を渡らず北にある相生橋の連絡橋を渡り西へ逃げている（当該項目も参照）。彼は避難の際に橋上で一人被爆者を目視している。また別の避難者は、橋上で電報配達人、子どもを2人抱いた母親が被爆死しているのを目視している。
橋の被害状況/爆心地特定
上記のとおり落橋は免れている。具体的な被害は、欄干・親柱上の笠石および火袋が左右相反方向にずれ欄干のみが川に落下したことと、この付近のみ間知石積の護岸が6箇所崩壊したぐらいだった。被爆直後から同年9月下旬まで科学的な手法による爆心地の調査が行われ、この橋の欄干および笠石の状況から「爆心地は橋の延長線上の上空に位置する」と特定された。
当時、爆心地近くには6つ（架橋中も含めると7つ）橋梁があった。これらの橋は、同年8月原爆被災、同年9月大型の枕崎台風、同年10月小型ながら枕崎と同コースを通った阿久根台風と、立て続けに災害にあった。その中で元安橋は爆心地から最も近い位置にありながら、少ない被害で耐えている。被災の概略は以下のとおり。
表記について
○：落橋せず、△：甚大な被害を受けたが落橋せず、×：落橋
| 橋名            | 爆心地から の距離 (m) | 種類 | 河川名 | 落橋状況       | 落橋状況 | 備考         |
| 橋名            | 爆心地から の距離 (m) | 種類 | 河川名 | 原爆           | 台風     | 備考         |
| --------------- | --------------------- | ---- | ------ | -------------- | -------- | ------------ |
| 元安橋          | 130                   | 鋼橋 | 元安川 | ○              | ○        |              |
| 相生橋          | 300                   | 鋼橋 | 本川   | △              | ○        | T字橋        |
| 本川橋          | 410                   | 鋼橋 | 本川   | △              | ×        |              |
| 新橋 （仮新橋） | 450 (470)             | 木橋 | 元安川 | × （共に焼失） | -        | 現平和大橋   |
| 新大橋          | 620                   | RC橋 | 本川   | ○              | ×        | 現西平和大橋 |
| 万代橋          | 880                   | 鋼橋 | 元安川 | ○              | ○        |              |

原爆による被害が小さかった原因として、鋼橋であったため熱線により焼失しなかったこと、衝撃波が真上からかかったため橋が動かなかったことが考えられている。また相生橋と同様に衝撃波が川面に反射し下から圧迫した可能性もあるが、この場合真上からかかる衝撃波を打ち消す方向であるため被害に至らなかったと考えられる。
台風による被害は、元安川上流の元安橋と萬代橋は無事で、下流の明治橋と南大橋が落橋していることから、元安川上流部だったことが幸いだった可能性が高い。

### 戦後から現在まで
戦後、補修しながらも長く供用されていた。1947年（昭和22年）原爆十景に、翌1948年（昭和23年）原爆記念保存物に指定され、観光利用されることになった。1977年（昭和52年）から国の太田川高潮対策事業に伴い護岸整備が始まった。
その後高潮対策事業に伴う護岸整備および橋の老朽化に伴い架け替えが決まり、被爆した親柱4基・中柱4基を利用し、大正時代竣工当時を再現したデザインとすることが決定した。鋳物の電灯が用いられまた橋脚を1基減らし1つとなり橋長は長くなり幅員も拡幅された。1989年（平成元年）から着工、1992年（平成4年）再開通した。総事業費10億2千万円。

## 周辺

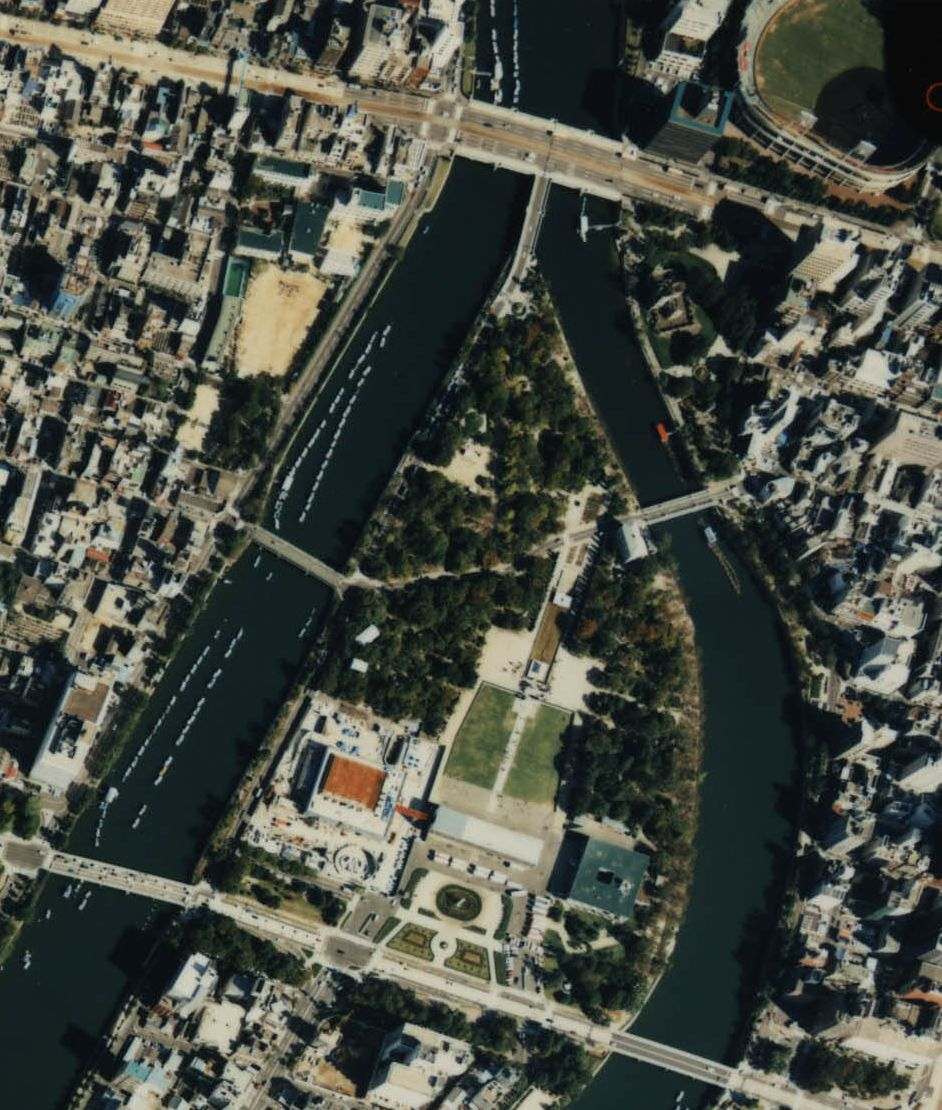
1988年の平和公園周辺。写真は旧橋。

旧橋の中柱2基は、市が設置した原爆被災説明板と共に東詰下流側にモニュメントとして置かれている。これは現橋架け替えの際に橋脚を1つ減らした関係から余ったため再利用したもので、これら旧橋の親柱・中柱は現在爆心地から最も近い位置に現存する被爆遺構にあたる。これらを用いて各研究機関は広島原爆の放射線量の研究を現在でも行っている。
旧橋の欄干の一部はここからかなり離れた袋町小学校平和資料館の方に置かれている。これは1983年行われた元安川護岸工事の際に、河床から発見されたもの。同じく被爆瓦も川から発見されている。
東詰北側には広島市道路元標が置かれている。元々は藩政時代、城下の交通の中心として里程の基点であり、明治以降「広島市里程元標」から「広島市道路元標」へと継承された。
東詰南側にはアクアネット広島の「広島リバークルーズ」と「世界遺産航路」の元安桟橋がある。
東詰交差点をそのまま東へ進むと大手町通り、鯉城通り、本通りがある。交差点を北へ行くと原爆ドーム、広島市民球場、広島商工会議所などがある。西詰にレストハウスがあり、広島平和記念公園へと続く。道沿いにそのまま西に行くと本川橋にたどり着く。
観光地として整備されており、ステージ状の護岸やオープンカフェが周辺にある。
- 橋全体 相生橋より
- 下流側から
- 原爆ドームと元安橋
- 元安橋から望む原爆ドーム
- 広島市道路元標（手前の碑ではなく後ろのやや小さな石柱）。
- 元安桟橋
- 元安橋東詰の河川緑地にあるカフェ
- 橋の上から撮影したレストハウス

## 参考資料
- 四国五郎『広島百橋』春陽社出版、1975年。
- 広島市『広島原爆戦災誌』（PDF）（改良版）、2005年（原著1971年）。オリジナルの2013年12月3日時点におけるアーカイブ。2011年5月8日閲覧。
- 広島平和記念資料館『元安橋』。2011年5月8日閲覧。
- 元安橋
- 元安橋
- ひろしま戦前の風景 - 中国放送(RCC)。竣工当時の映像がある。